# مطار هنتسفيل الدولي
مطار هنتسفيل الدولي هو مطار يقع في الولايات المتحدة.